# Клінгер (став)
Тайх Клінгер (словац. Tajch Klinger) — штучне водосховище в Штявницьких горах у Словаччині, приблизно в 1 км на південний захід від центру міста Банська Штявниця. Один із менших колишніх тайхів (від німецького der Teich — став) — штучних водосховищ, що перекривають воду для живлення гірничих і металургійних машин і обладнання в історичному шахтарському районі Банська Штявніца.
Водосховище було побудоване на північному схилі пагорба Vtáčnik (800 м над рівнем моря) на початку другої половини XVIII століття за проектом гірничного інженера Йозефа Кароля Пекла. Вперше згадується в 1765 році. Воно отримало свою назву тайх Klinger (або Klingerštôlniansky tajch) від назви штольні, нижче входу до котрої воно було побудоване. У 1829 році дамбу розібрали, а до 1833 року з отриманого з неї матеріалу побудували нову дамбу, яка розташовувалася трохи нижче старої і трохи вище від неї інша. Матеріал, котрого бракувало, транспортували з району перевалу Червона Студня спеціально побудованою залізницею, яка була першим таким транспортним засобом у сучасній Словаччині.
Площа водосховища становила 2,10 га, максимальна глибина — 11,0 м, об'єм зібраної води — 157 900 м³. Вода у водосховище подавалася 5 колекторами загальною довжиною 8 км, головним чином із водозаборів на схилах сусідніх гір: Танад (939 м над рівнем моря) і Парадаж (939 м над рівнем моря). Накопичена вода приводила в дію різноманітні пристрої найближчих гірничих заводів: Анджея, Максиміліана та Зигмунта.
Вже в першій половині 19 століття водосховище почали використовувати як басейн. У той же час, однак, він використовувався сусідніми тютюновими фабриками до 1907 року. Ще до Першої світової війни на водосховищі було обгороджено два дерев'яних басейни, з чотирьох боків оточені дерев'яними кабінками, що слугували гардеробами та роздягальнями. В даний час водосховище використовується тільки в рекреаційних цілях.